# Klub 300 (Ukraina)
Klub 300 lub Klub Ołeksandra Czyżewskiego – potoczna nazwa grupy ukraińskich piłkarzy, którzy podczas swojej kariery rozegrali minimum trzysta spotkań w Ukraińskiej Premier Lidze. Ołeksandr Czyżewski pierwszy rozegrał 300 spotkań w Wyszczej Lidze Ukrainy.
Obecnie w tej grupie znajduje się 18 zawodników (stan na 1.06.2017):
| Miejsce | Imię i nazwisko piłkarza | Kluby w których grał | Lata gry w Premier Lidze | Liczba spotkań |
| ------- | ------------------------ | --- | ------------------------ | -------------- |
| 1       | Ołeksandr Szowkowski     | Dynamo Kijów-426 | 1992–2016                | 426            |
| 2       | Ołeh Szełajew            | Zoria Ługańsk-68, Szachtar Donieck-36, Metałurh Donieck-13, FK Dnipro-209, Krywbas Krzywy Róg-8, Metalist Charków-78                                                         | 1993-201?                | 412            |
| 3       | Ołeksandr Czyżewski      | Karpaty Lwów-225, Szachtar Donieck-9, Metałurh Zaporoże-38, Tawrija Symferopol-87, Wołyń Łuck-1, Zakarpattia Użhorod-40                                                      | 1992–2010                | 400            |
| 4       | Ołeksandr Horiainow      | Metalist Charków-331, CSKA Kijów-11, Krywbas Krzywy Róg-49 | 1992-201?                | 391            |
| 5       | Wjaczesław Czeczer       | Krywbas Krzywy Róg-33, Metałurh Donieck-320, Karpaty Lwów-9, Zoria Ługańsk-21                                                                                                | 199?-...                 | 384            |
| 6       | Serhij Nazarenko         | FK Dnipro-272, Tawrija Symferopol-77, Czornomoreć Odessa-10, Metalist Charków-14                                                                                             | 199?-2016                | 373            |
| 7       | Rusłan Rotań             | FK Dnipro-316, Dynamo Kijów-50 | 199?-...                 | 366            |
| 8       | Serhij Szyszczenko       | Metalist Charków-28, Szachtar Donieck-23, Nywa Tarnopol-28, Krywbas Krzywy Róg-21, Metałurh Zaporoże-18, Metałurh Donieck-166, Ilicziwiec Mariupol-25, Czornomoreć Odessa-54 | 1992–2009                | 363            |
| 9       | Rusłan Kostyszyn         | CSKA Kijów/Arsenał Kijów-131, FK Dnipro-109, Krywbas Krzywy Róg-119 | 1993-201?                | 359            |
| 10      | Serhij Zakarluka         | FK Dnipro-3, CSKA Kijów/Arsenał Kijów-238, Metałurh Donieck-62, Szachtar Donieck-4, Illicziweć Mariupol-40, Worskła Połtawa-9                                                | 1993–2011                | 356            |
| 11      | Ołeksandr Hrycaj         | FK Dnipro-196, Krywbas Krzywy Róg-10, Arsenał Kijów-70, Zoria Ługańsk-78 | 1992-201?                | 354            |
| 12      | Ołeksandr Zotow          | Czornomoreć Odessa-139, Krywbas Krzywy Róg-59, Worskła Połtawa-12, Metałurh Donieck-133, Zakarpattia Użhorod-8                                                               | 1994–2009                | 351            |
| 13      | Ihor Szuchowcew          | SK Odessa-12, Nywa Winnica-17, Ilicziwiec Mariupol-244, Arsenał Kijów-9, Tawrija Symferopol-9, Zoria Ługańsk-57, Metalist Charków-1                                          | 1992–2011                | 349            |
| 14      | Władysław Waszczuk       | Dynamo Kijów-254, Czornomoreć Odessa-54, FK Lwów-11, Wołyń Łuck-24 | 1993–2011                | 343            |
| 15      | Serhij Mizin             | Dynamo Kijów-73, FK Dnipro-28, Czornomoreć Odessa-7, CSKA Kijów/Arsenał Kijów-90, Karpaty Lwów-87, Krywbas Krzywy Róg-25, Metalist Charków-32                                | 1992–2008                | 342            |
| 16      | Witalij Rewa             | CSKA Kijów/Arsenał Kijów-262, Dynamo Kijów-50, Tawrija Symferopol-13, Obołoń Kijów-10, Krywbas Krzywy Róg-6                                                                  | 1993-201?                | 341            |
| 16      | Maksim Shatskix          | Dynamo Kijów-215, Arsenał Kijów-95, Czornomoreć Odessa-6, Howerła Użhorod-25                                                                                                 | 1993-201?                | 341            |
| 18      | Darijo Srna              | Szachtar Donieck-331 | 199?-                    | 331            |
| 19      | Andrij Kyrłyk            | Metalist Charków-58, Kremiń Krzemieńczuk-82, Nywa Tarnopol-29, CSKA Kijów/Arsenał Kijów-47, Czornomoreć Odessa-115                                                           | 1992–2008                | 331            |
| 20      | Serhij Dołhanski         | Weres Równe-32, Metalist Charków-12, Czornomoreć Odessa-51, Metałurh Donieck-21, Worskła Połtawa-212, Krywbas Krzywy Róg-0, Szachtar Donieck-0, CSKA Kijów-0                 | 1993-200?                | 328            |
| 21      | Wałentyn Połtaweć        | Metałurh Zaporoże-168, FK Dnipro-45, Arsenał Kijów-24, Czornomoreć Odessa-85                                                                                                 | 1992–2012                | 322            |
| 22      | Ołeksandr Hołowko        | Tawrija Symferopol-132, Dynamo Kijów-186 | 1992–2006                | 318            |
| 23      | Edmar                    | Tawrija Symferopol-117, Metalist Charków-189, FK Dnipro-10 | 199?-200?                | 316            |
| 24      | Andrij Worobiej          | Szachtar Donieck-219, FK Dnipro-47, Arsenał Kijów-23, Metalist Charków-26 | 1997-200?                | 315            |
| 25      | Ołeh Husiew              | Arsenał Kijów-23, Dynamo Kijów-292 | 199?-...                 | 315            |
| 26      | Ihor Łuczkewicz          | Metałurh Zaporoże-215, Metałurh Donieck-14, Karpaty Lwów-69, Tawrija Symferopol-13                                                                                           | 1992–2005                | 311            |
| 27      | Wołodymyr Jezerski       | Karpaty Lwów-33, Dynamo Kijów-10, Krywbas Krzywy Róg-9, FK Dnipro-146, Szachtar Donieck-21, Zoria Ługańsk-31, Tawrija Symferopol-44, Zakarpattia Użhorod-9                   | 199?-201?                | 303            |
| 28      | Ołeh Krasnopiorow        | Zakarpattia Użhorod-25, Illicziwec Mariupol-113, Worskła Połtawa-122, Metalist Charków-40                                                                                    | 2001–2015                | 300            |

* Czcionką pogrubioną zaznaczone piłkarze, którzy nadal grają w ukraińskiej Premier Lidze
* –...kontynuują występy